# Sinope (měsíc)

Tento diagram znázorňuje orbitální elementy Sinope v porovnání s ostatními satelity rodiny Pasiphae

Sinope (IPA: /sɨnoʊpi/ sə-NOH-pee, řecky Σινώπη), je retrográdní nepravidelný přirozený satelit Jupiteru. Byl objeven v roce 1914 Sethem Barnesem Nicholsonem v observatoři Lick Observatory a byl pojmenován po mytologické postavě Sinope.
Sinope získal dnešní jméno až v roce 1975, předtím byl znám jako Jupiter IX. V letech 1955 až 1975 byl občas nazýván „Hades“. Až do objevení měsíce Megaclite v roce 2000 byl Sinope nejvzdálenější známý Jupiterův měsíc.

## Oběžná dráha
Sinope obíhá kolem Jupiteru s vysokou excentricitou a vysokou inklinací retrográdního oběhu. Charakteristiky oběžné dráhy se však často mění v závislosti na slunečních a planetárních anomáliích. Je zařazován do rodiny Pasiphae, i když jeho vlastní inklinace a odlišné zbarvení naznačují, že může jít o samostatné těleso nezávisle zachycené gravitací Jupiteru. Sinope je známý svou sekulární rezonancí s Jupiterem (podobně jako Pasiphae).

## Fyzikální charakteristika
Sinope má přibližný průměr 38 km. V optickém spektru se jeví jako červený (barevné indexy BV = 0,84, RV = 0,46), podobně jako planetky typu D (Pasiphae se jeví jako šedý - Planetka typu C). Příčinou těchto rozdílů může být rozdílný původ těchto Jupiterových družic.